# کریستف سوگلو
کریستف سوگلو (انگلیسی: Christophe Soglo؛ زاده ۲۸ ژوئن ۱۹۰۹ – درگذشته ۷ اکتبر ۱۹۸۳) سیاست‌مدار اهل بنین و از ۲۸ اکتبر ۱۹۶۳ تا ۲۵ ژانویه ۱۹۶۴ رئیس‌جمهور این کشور بود.
کریستف سوگلو در ۷ اکتبر ۱۹۸۳، در سن ۷۴ سالگی درگذشت.